# Pozo de la Piedra
Pozo de la Piedra é um município da Argentina, localizada no departamento de Ambato, província de Catamarca.